# Per Kristian Bråtveit
Per Kristian Worre Bråtveit (født 15. februar 1996 i Haugesund) er en norsk fodboldspiller, der spiller for norske Strømsgodset.

## Karriere

### Haugesund
Bråtveit spillede i slutningen af sin ungdomstid i FK Haugesund, og han fortsatte som senior i denne klub. Her opnåede han 107 kampe i Tippeligaen og  Eliteserien.

### Djurgården
I 2018 skiftede han til svenske Djurgården, hvor han i to sæsoner opnåede 28 førsteholdskampe. Undervejs blev han udlånt i to omgange; først til FC Groningen, hvor han ikke opnåede spilletid på førsteholdet, og dernæst til Nîmes Olympique, hvor han fik 30 kampe i Ligue 2.
I 2022 skiftede han til Vålerenga, hvor han var tænkt som førstemålmand, men en anden spiller kom til at få denne rolle, og derpå solgte klubben ham igen efter bare to måneder.

### AGF
I august 2022 skiftede Bråtveit derfor til danske AGF, hvor han fik en kontrakt for 2022-2023. Her var han ikke nødvendigvis tiltænkt rollen som førstemålmand, men indgik i klubbens målmandstrup. Da kontrakten udløb den følgende sommer, blev den ikke forlænget, og han forlod klubben, uden at have fået spilletid i Superligaen.

## Landshold
Bråtveit har spillet på en række af de norske ungdomslandshold 18. november 2020 fik han debut på Norges A-landshold i en kamp mod Østrig, som endte 1-1.